# Giancarlo Marinelli (filosofo)
Giancarlo Marinelli (Terni, 3 ottobre 1961) è un filosofo e saggista italiano, direttore della Scuola Umbra di Counseling Filosofico, Philosophical Practicioner speeker nelle International Conference of Philsophical Practice (dal 2006).

## Biografia
Laureato in Estetica presso l'Università degli Studi di Perugia, svolge attività di consulenza filosofica a Roma, a Terni, a Perugia e a Pesaro; tra i suoi clienti si possono annoverare sia individui che gruppi (scuole e aziende). Autore di numerosi saggi di filosofia, spiritualità e pratica filosofica, attualmente è titolare della cattedra di Storia e Filosofia presso il Liceo Classico G. C. Tacito di Terni.

## Opere letterarie

### Saggi e collaborazioni
- La Russia e il destino dell'Occidente: Dostoevskij, Solovʹev, Rozanov, Šestov, Studium, Roma 1994
- Léon Bloy: diario: la fede, l'impazienza, il povero, il soprannaturale, con Daniele Garota, Messaggero, Padova 2001
- Il segreto dell'angelo: fede e apocalisse nella fine del mondo, Feletto Umberto, Tavagnacco Segno, 2002
- Le polifonie dell'anima: itinerari di counseling filosofico, a cura di Giancarlo Marinelli e Arcangela Miceli, Bonanno, Acireale-Roma 2010
- Le idee dell'anima: Jung e la visione del mondo con Ferdinando Testa, Bonanno, Acireale-Roma 2012
- Philosophy of imagination in aavv, New frontiers in Philosophical Practice, Cambridge Scholar Publishing 2017